# William Hastings, 1. Baron Hastings

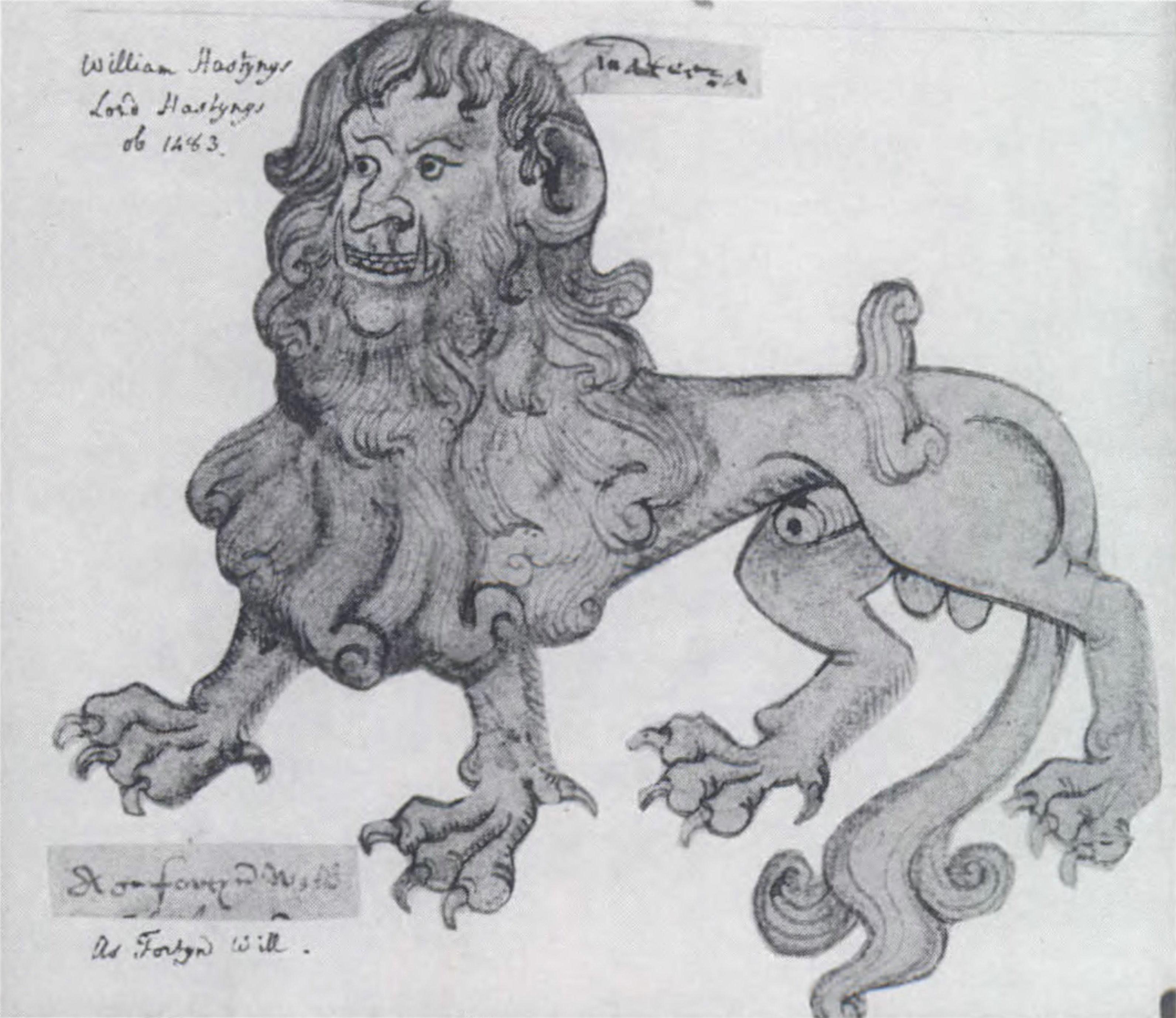
William Lord Hastings als Mantikor, Darstellung um 1470

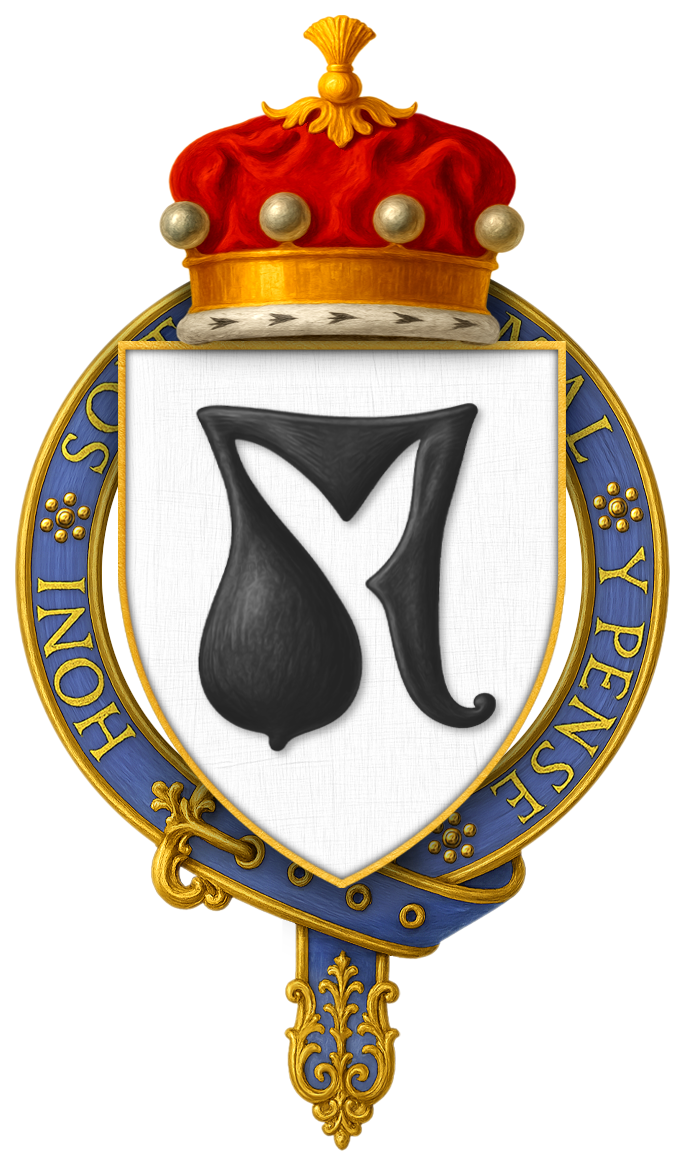
Wappen des William Hastings, 1. Baron Hastings

William Hastings, 1. Baron Hastings KG (* um 1431; † 13. Juni 1483) war ein englischer Adliger und Hofbeamter. Er war einer der mächtigsten Männer Englands während der Regentschaft König Eduards IV., wurde aber hingerichtet, nachdem er beschuldigt wurde, eine Verschwörung gegen seinen ehemaligen Gefährten Richard III. geplant zu haben.
Er war der älteste Sohn von Sir Leonard Hastings (um 1397–1455), Gutsherr von Burton Hastings in Warwickshire und Kirby in Leicestershire, und Alice Camoys († 1455), Tochter des Thomas de Camoys, 1. Baron Camoys. Seine Mutter ist eine Ururenkelin von Lionel of Antwerp, 1. Duke of Clarence, des zweiten Sohnes von Eduard III.
Als junger Mann wuchs er im Haushalt seines entfernten Verwandten Richard Plantagenet, 3. Duke of York auf und freundete sich mit dessen ältestem Sohn Edward an. Diesem folgte er über die folgenden Jahre mit unerschütterlicher Loyalität, was ihm nach dessen Machtübernahme als Eduard IV. große Landgewinne auf Kosten der geschlagenen Lancaster-Anhänger einbrachte. Unter Eduard IV. übte Hastings das Hofamt des Lord Chamberlain aus. Eduard IV. berief ihn zudem am 26. Juli 1461 durch Writ of Summons ins House of Lords und verlieh ihm damit den erblichen Titel eines Baron Hastings (of Hastings). Im März nahm Eduard IV. ihn als Knight Companion in den Hosenbandorden auf.
Spätestens 1462 heiratete er Katherine Neville, die Schwester von Richard Neville, 16. Earl of Warwick. Mit ihr hatte er eine Tochter und fünf Söhne.
Als 1470 die Lancasters Heinrich VI. erneut inthronisierten und Eduard IV., nicht zuletzt unter kräftiger Mithilfe seitens Nevilles, der die Seiten gewechselt hatte, vertrieben, folgte William seinem Herren ins Exil. 1471 war er erneut an Eduards Seite und führte Truppenteile in den Schlachten von Barnet und Tewkesbury, als die Yorkisten die Anhänger Heinrichs VI. endgültig schlugen und die Herrschaft Eduards IV. neu errichteten.
Als im April 1483 der König überraschend starb, beobachtete William misstrauisch die Handlungen der mächtigen Familie der Königinwitwe Elizabeth Woodville, die darauf abzielten, für den minderjährigen Sohn Eduards IV., Eduard V., die Regentschaft in ihrer Hand zu halten. Da Eduard IV. die Regentschaft und auch die Vormundschaft für seine Söhne seinem Bruder Richard, Duke of Gloucester, übertragen hatte, schlug sich William auf die Seite Richards und überzeugte, gemeinsam mit Henry Stafford, 2. Duke of Buckingham, den Thronrat erfolgreich von der Notwendigkeit, eine legitime Regentschaft durch den Onkel des jungen Königs ausüben zu lassen.
Während in der Folge Staffords Einfluss deutlich stieg, fühlte sich Hastings an die Seite gedrängt. Angeblich hatte er deswegen vorsichtig Kontakte zur Familie Woodville aufgenommen. Die Verbindung wurde, ob real oder nur erfunden, enttarnt und William am 13. Juni 1483 von Richard des Hochverrats beschuldigt. Er wurde aus dem White Tower auf die Grünfläche im Tower of London geschleppt. Ohne Prozess wurde er sofort nach seiner Beichte auf dem Tower Green vor der Kapelle St Peter ad Vincula enthauptet. Zwei Dinge sind hierbei bemerkenswert: Zum einen ist dies die erste belegte Exekution im Towerareal, zum anderen wurde William ein fairer Prozess verwehrt, der ihm als Angehöriger des Thronrates und als Peer zustand. In einigen Überlieferungen wird demzufolge auch berichtet, zwischen seiner Festnahme und seiner Hinrichtung hätten einige Tage gelegen, während denen ein Prozess stattgefunden haben könnte.
Bemerkenswerterweise wurden die Besitztümer Williams nicht eingezogen, so dass sein ältester überlebender Sohn Edward Hastings das Erbe antreten konnte. Unter Heinrich VII. wurde zudem die Baronie auf ihn zurückübertragen.
Über die Hintergründe des möglichen Verrats Williams und auch seiner unverzüglichen Exekution wurde in Historikerkreisen viel diskutiert und spekuliert, ohne dass es eine allgemein anerkannte Antwort gibt.